# Iglesia del Sagrado Corazón de Jesús (Ribera de Molina)
La iglesia del Sagrado Corazón de Jesús está situada en la pedanía  de Ribera de Molina, perteneciente al municipio de Molina de Segura en la Región de Murcia, España. 

## Historia
En 1930 se formó una comisión para que se encargara de anunciar al obispado la necesidad de crear una nueva iglesia, ya que la ya existente quedaba pequeña. Esta comisión fue la encargada de pedir la autorización para  poner en marcha dicho proyecto, el cual fue apoyado ante el obispo por Joaquín de la Plaza, un mayordomo fabriquero de la iglesia de Molina. La intención era crear una nueva ermita en el partido de Arriba. Finalmente, el obispo contestó favorablemente a dicha propuesta el 10 de enero de 1833. El terreno donde está construida la actual iglesia del pueblo fue cedido por Juan Sánchez el 6 de marzo de 1833.
En cuanto a la construcción, fue obra del maestro de obras Don Carlos Ballester, el cual invirtió   en este proyecto alrededor de 150 días. Una de las características más reconocibles de la construcción de la  iglesia y de la que los vecinos se sienten orgullosos es que  Carlos Ballester fue ayudado en el peonaje por los vecinos, los cuales allanaron el solar y los cimientos, así como el picado del yeso necesario para la construcción, además, la iglesia de Molina contribuyó con todos los ladrillos necesarios, madera y hierro. Por otro lado, los vecinos también ayudaron en el aspecto económico, aportando alrededor de 1100 reales y especies valoradas en 15 reales, lo que  hizo que la deuda al finalizar las obras fuera de 80 reales.
Las obras de la iglesia concluyeron a finales de 1833. El obispo hizo coincidir el día de la bendición (20 de enero de 1834) con la conmemoración de la Catedral de Murcia, hecho que se celebró con una misa solemne y un sermón. En 1950 se amplió la iglesia al comprar la casa parroquial, la cual sería ocupada por el párroco D. Andrés Zapata, en sustitución de Antonio Valera. Diez años después comenzó la obra de la torre y de la fachada, la cual se dio por finalizada cinco años después, en 1965, según las actas del libro de cuentas.

## Patrona de la iglesia
La patrona de la iglesia es la Virgen del Amor Hermoso, la cual tiene una capilla dentro de la iglesia. Su fiesta se celebra el último domingo de abril, en ella se celebra una procesión donde se lleva el trono de la virgen a hombros, pasando por todas las casas del pueblo cantando una canción o letrilla en cada una de ellas, al acabar de cantar alguien grita ”¡Viva la Virgen del amor Hermoso!”, mientras, las  “pedigüeñas” o “camareras” piden la voluntad para destinar a gastos de para las fiestas del pueblo y asuntos parroquiales. Esta fiesta también es conocida como “La Fiesta del Huevo”, ya que anteriormente la situación económica de algunos vecinos no era favorable, por lo que en lugar de donar dinero, daban docenas de huevos.

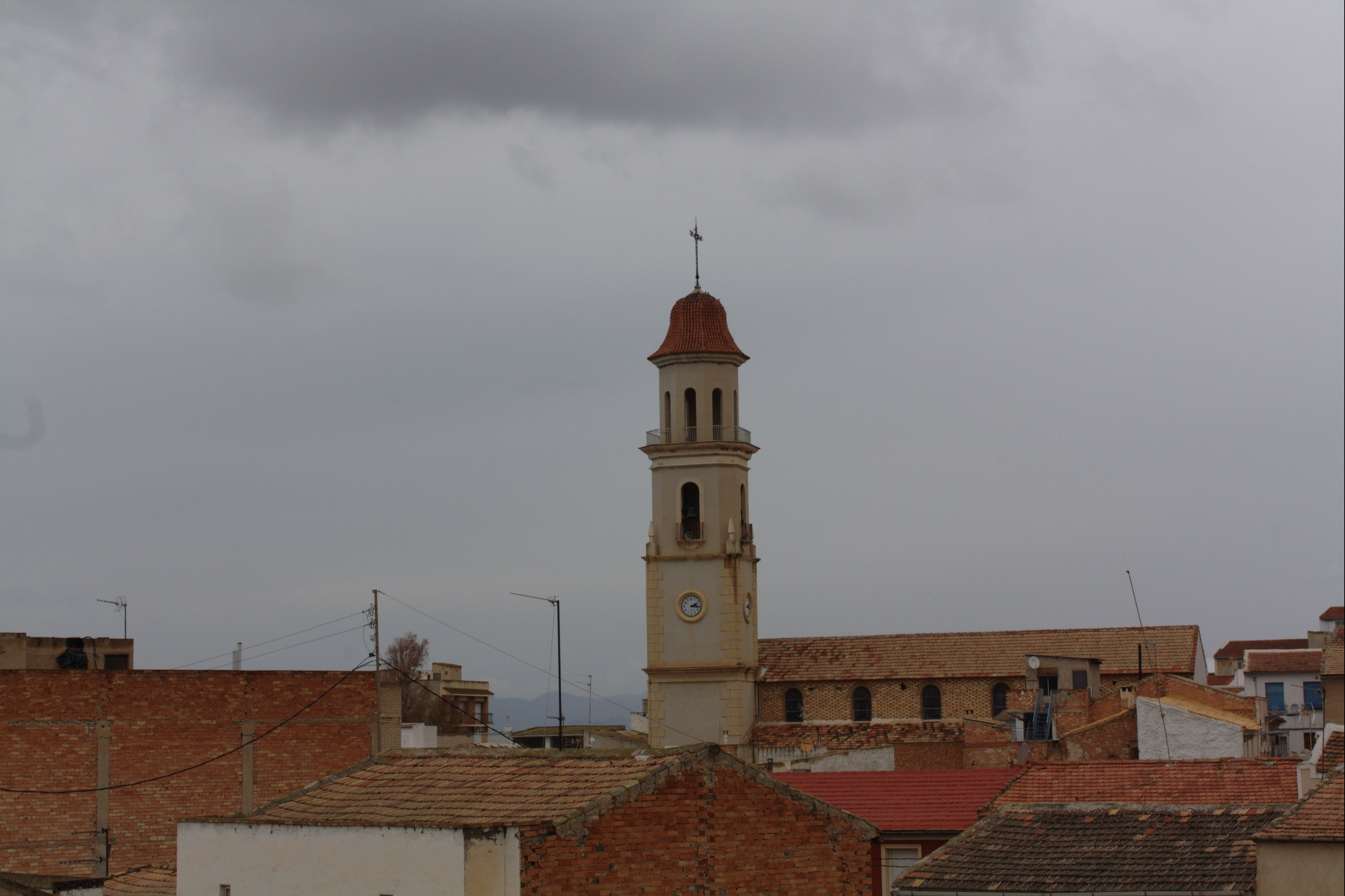
Iglesia Ribera de Molina

## Curiosidades
Cuando los ribereños van a misa, es muy frecuente ver una participación muy activa en la misma, ya que llegado el momento, alguien inicia una canción y acto seguido, la mayoría se une formando una masa coral, además, años atrás contaban con guitarras que acompañaban a los cantos, este es un acto que suele sorprender a los que acuden de fuera para celebraciones singulares.
Otra curiosidad es que en Navidad se forma un belén que ocupa toda la parte trasera de la iglesia donde se representan todos los momentos de la vida de Jesús, e incluso aparece la propia iglesia a escala pequeña.
Ribera de Molina también es conocida como “el segundo Vaticano” debido al alto número de vocaciones religiosas a lo largo del siglo XX, alrededor de unas 400, según se recogió en el programa de las fiestas de 1968. El caso más rememorado es el de Fulgencio Martínez García, reconocido martir, el cual reposa hoy en la iglesia, este es un gran orgullo para los vecinos, ya que defendió la religión de la pedanía. 
En 2010 se trajeron los restos del cura D. José Valera Caravaca (1892-1936), mártir de la guerra del 36, que hoy reposan en un mausoleo ubicado en una capilla. Fue cura en, entre otros lugares, Nava de Abajo (Albacete) y en la Parroquia de San Diego y San José de la ciudad de Lorca.